# Starořecké lékařství

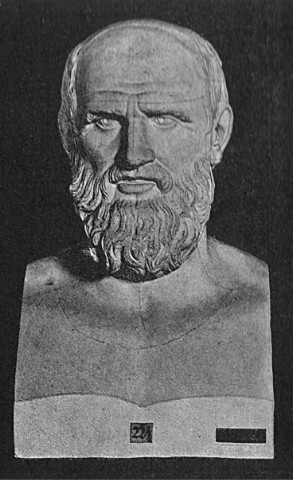
Hippokrates - nejvýznamnější představitel starořeckého lékařství

Starořecké lékařství je rané stadium vývoje západní medicíny. V řeckém lékařství se projevovaly tři složky: empirie, náboženská magie a spekulace přírodních filosofů. Magická složka mizela stále víc, jak se snižoval význam kultu léčivých božstev. Nad lékařství jiných starověkých národů se řecké lékařství povzneslo tím, že dokázalo zkoumat příčiny zdraví a nemocí a tím dalo základ diagnostice, prognostice a terapii. Existovaly lékařské školy na Kóu a na Kindu.

## Jednotlivé obory lékařství
Nejstarší lékařský obor, který se osamostatnil, byla chirurgie. Hippokratovy spisy prozrazují velké znalosti zlomenin a účinné metody jejich ošetřování.
Dietetika, tj. nauka o zdravém způsobu života, byla v popředí zájmu od 5. stol př. n. l.
Anatomie měla velmi příznivé podmínky v Alexandrii – pitvy umožnily přestat s pouhými spekulacemi.
Fyziologie byla stále hodně pod vlivem spekulativně filosofických názorů.
Farmakologie: Lékaři knidské školy aplikovali mnohem víc léků než kójští (oblíbená byla čemeřice). Vznikaly příručky o rostlinných lécích, vzniká první vědecká botanika. Za římského císařství přistupují k dosud užívaným prostředkům rostlinným, živočišným a minerálním i lidské výměšky a orgány a jsou prováděny různé magické praktiky.
Gynekologie byla od začátku směsí praktických zkušeností a spekulací. Velký pokrok přináší alexandrijská anatomie. Nejlepší gynekolog byl Sórfilos z Efesu.
Oční lékařství mělo svou dobu rozkvětu v císařské době, kdy působili specialisté, kteří měli mnoho nástrojů a prováděli četné operace.
Veterinární lékařství se vyvinulo z pozorování zemědělců.

## Lékařské pokroky a Hippokratova přísaha
Lékařství a lékařskou vědu dělili Řekové na nauku o správné výživě, na nauku o lécích a na operativní techniku. Za starých časů viděli příčinu nemocí v hněvu bohů, ale brzy vypozorovali a vyspekulovali čtyři příčiny onemocnění: Nerovnováha orgánů tělesných, vadné dýchání, špatný oběh krve, škodlivá neviditelná tělíska. První písemný památník řeckého lékařství je sbírka zachovaných pod jménem Hippokratovým. Zaváděl terapii většinou dietetickou tzn. Příroda je nejlepší lékař. Zdraví člověka záleží na souladu čtyř šťáv (voda, krev, sliz, žluč). V anatomii spíš spekuloval, protože stří se ostýchali pitvat mrtvoly. Soubor 53 spisů přičítaných Hippokratovi obsahuje také PŘÍSAHU LÉKAŘŮ. Její začátek zní takto: Ctít budu svého učitele tohoto umění stejně jako své rodiče. Určovat budu životosprávu chorých na jejich prospěch podle svých sil a vědomí. Nikomu nepodám jed smrtící, I kdybych byl o to požádán. Do kteréhokoliv domu vkročím, vejdu tam jenom jenom k prospěchu nemocných. Cokoliv uvidím nebo uslyším v léčení o životě lidí, co nemá být pověděno, vše smlčím a budu považovat ty věci za tajemství.
Text přísahy:

Přísahám a volám Apollóna lékaře a Asképia a Hygieu a Panakín a všechny bohy a bohyně za svědky, že budu tuto smlouvu a přísahu dle svých možností a dle svého svědomí dodržovat. Toho, kdo mě naučil umění lékařskému, budu si vážit, jako svých rodičů a budu ho ze svého zajištění podporovat. Když se dostane do nouze, dám mu ze svého, stejně jako i jeho potomkům dám a budou stejní jako moji bratři. Pokud znalosti tohoto umění (lékařského) zatouží, budu je vyučovat zdarma a bez smlouvy. Seznámím své syny a syny svého učitele a všechny ustanovené a na lékařský mrav přísahající s předpisy, přednáškami a se všemi ostatními radami. Jinak však s nimi neseznámím nikoho dalšího. Lékařské úkony budu konat v zájmu a ve prospěch nemocného, dle svých schopností a svého úsudku. Vystříhám se všeho, co by bylo ke škodě a co by nebylo správné. Nepodám nikomu smrtící prostředek, ani kdyby mne o to kdokoli požádal a nikomu také nebudu radit (jak zemřít). Žádné ženě nedám prostředek k potratu. Svůj život uchovám v čistotě a bohabojnosti, stejně tak i své lékařské umění. Nebudu (lidské tělo) řezat, ani ty, co trpí kameny a tento zákrok přenechám mužům, kteří takovéto řemeslo provádějí. Do všech domů, kam vstoupím budu vstupovat ve prospěch nemocného, zbaven každého vědomého bezpráví a každého zlého činu. Zvláště se vystříhám pohlavního zneužití žen i mužů, svobodných i otroků. Cokoli, co při léčbě i mimo svou praxi ve styku s lidmi uvidím a uslyším, co nesmí se sdělit, to zamlčím a uchovám v tajnosti. Když tuto přísahu dodržím a neporuším, nechť ve svém životě i ve svém umění skromně dopředu postoupím. Tak získám si vážnost všech lidí po všechny ty časy. Když ale zákazy přestoupím a přísahu poruším, nechť stane se pravý opak.

## Hippokratovi nástupci
Po Hippokratovi vynikli v lékařství řečtí učenci pracující v egyptské Alexandrii. Tzv. Škola alexandrijská konala studia anatomická, také studovala činnost žláz, poznala význam pulsu pro diagnózu. Škola zdokonalila techniku obvazů a znala počátky hygieny. Známi byli I specialisté oční a porodníci.
Učení alexandrijců zachovali latinským jazykem Římané. Do Říma přinesl římské lékařství Asklépiadés, původce přírodního léčení. Pilinus zvaný starší je autorem obsáhlého kompendia za všech věd NATURALIS HISTORIA, kde pojednává také o lécích a lékařství. Vykládá o zdravé výživě, o ochraně proti nemocím, o léčivech, o nemocech vnitřních, o poranění a technice operační.
Nejslavnějším lékařem starověku byl Řek Galénos, praktický lékař na císařském dvoře v Římě. Napsal řecky na tři sta spisů čerpající z nauky alexandrijců. Z latinského překladu předali učenost celému středověku. Cituje se jeho ARS MEDICA (umění léčit?) založená na znalosti anatomie a fyziologie. Řekové i Římané znali dobře i dentistickou techniku. Dovedli zhotovit zubní protézy tak dokonale, že se našli v hrobech neporušeny. Plombování, vytahování zubů i ústní operace za pomoci dokonalých přístrojů jsou podrobně popsány. I když antické lékařství dlouho souviselo úzce s filosofickou spekulací, měl experiment a zkušenost v antické medicíně velký význam. Lékařská terminologie řeckořímská byla převzata všemi národy novověku. Latina převládá v anatomii, řečtina v patologii. Oba jazyky zaručují mezinárodní srozumitelnost v moderní vědě lékařské.